# Johanna von Wangenheim

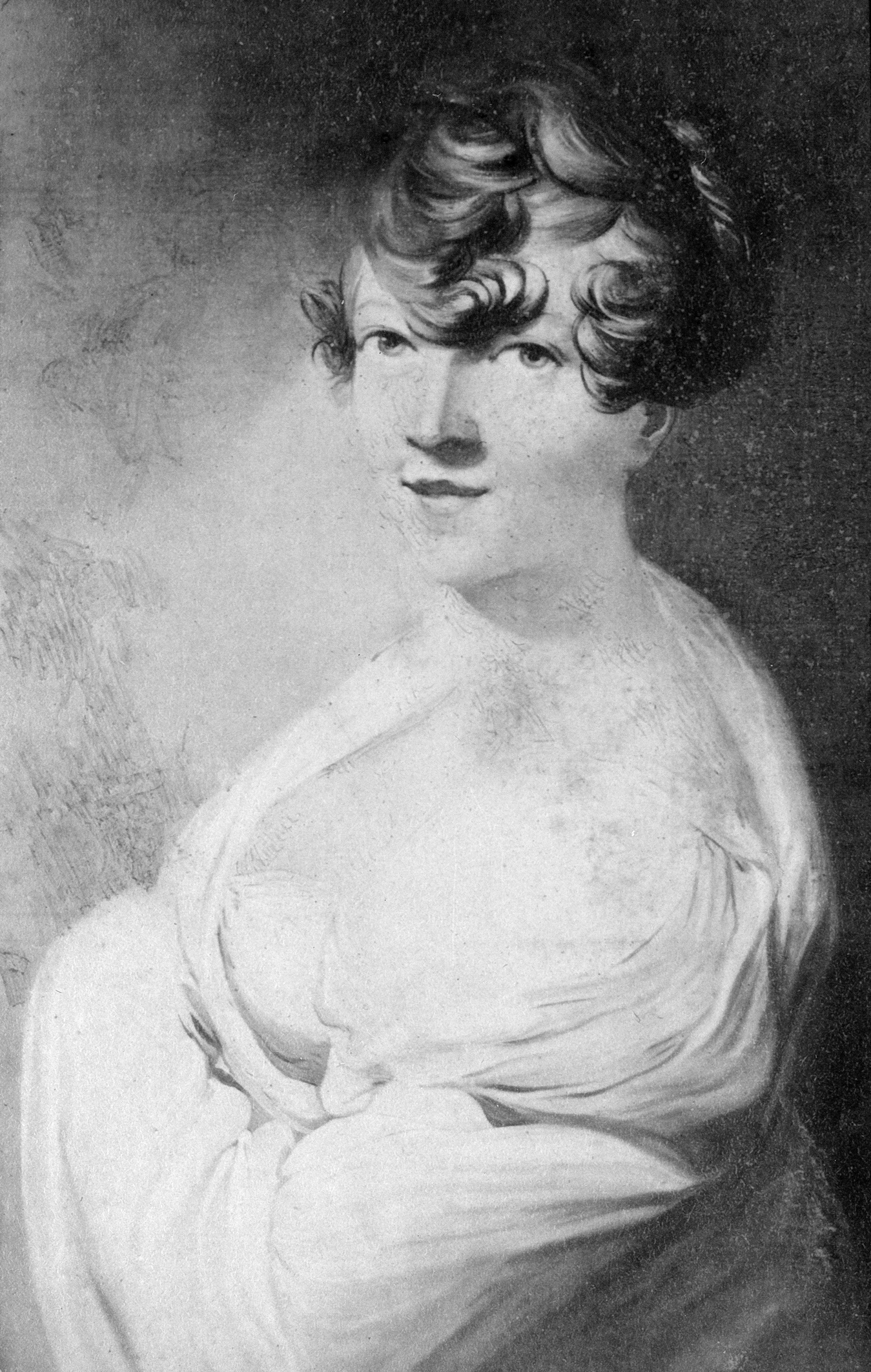
Johanna Wilhelmine von Wangenheim, geb.von der Decken

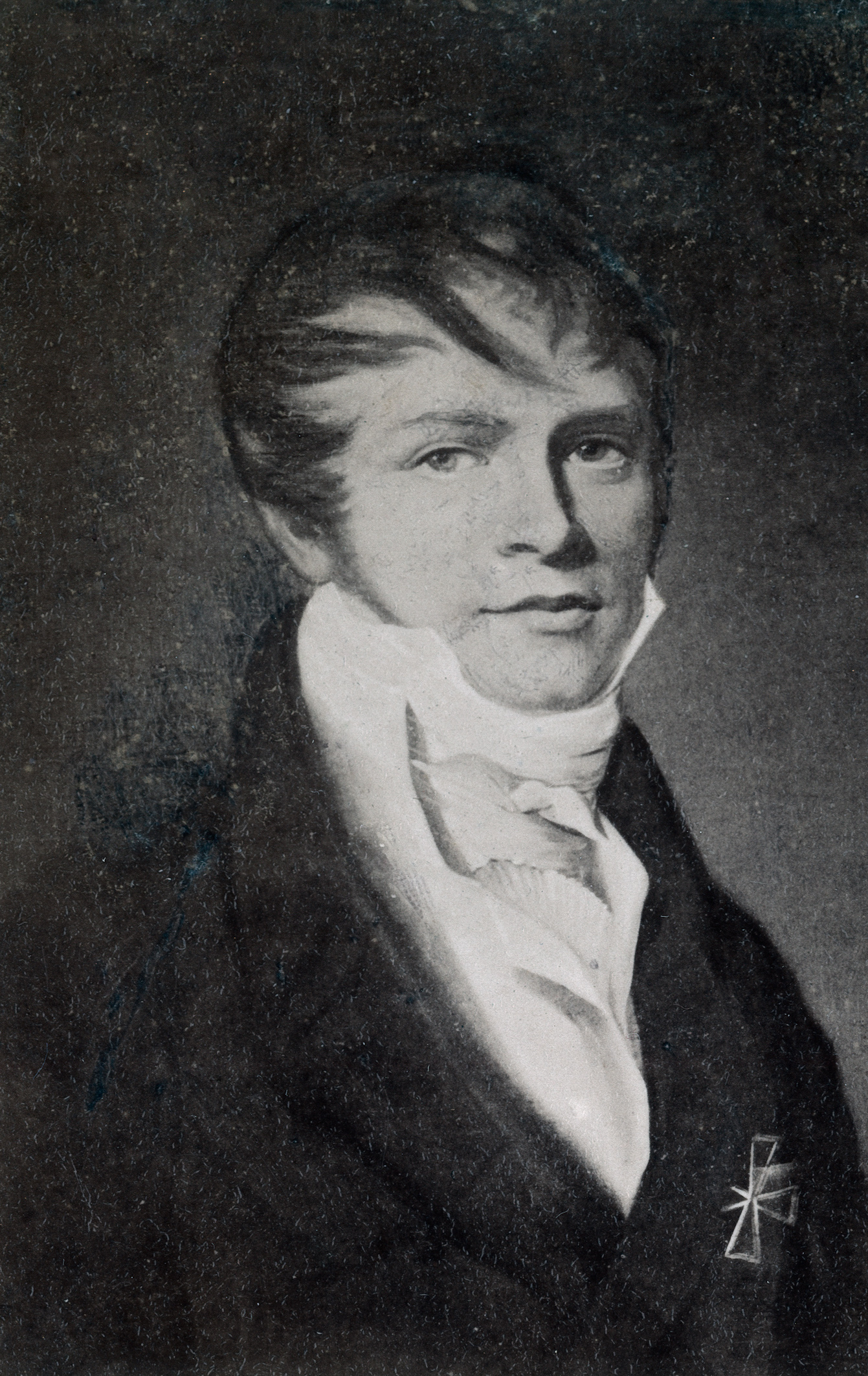
Graf Georg Christian von Wangenheim war seit 1806 mit Johanna verheiratet, Gemälde

Johanna von Wangenheim (vollständiger Name Johanna Hedwig Wilhelmine Cäcilie von Wangenheim, geborene von der Decken; * 10. Oktober 1786; † 4. März 1860 in Hannover) war eine deutsche Stifterin und zählt zu den bedeutenden Frauengestalten der niedersächsischen Landeshauptstadt.

## Leben
Johanna von der Decken wurde während der Personalunion zwischen Großbritannien und Hannover zur Zeit des Kurfürstentums Braunschweig-Lüneburg als Mitglied des Adelsgeschlechtes von der Decken geboren. Ihre Eltern war der Jurist und hannoversche Staats- und Kabinettsminister Claus von der Decken (1742–1826) und Wilhelmine Charlotte Juliane Sophie von Hanstein (1757–1798). Während der sogenannten „Franzosenzeit“ heiratete sie 1806 den Oberhofmarschall und Geheimen Rat Georg von Wangenheim. Nach dessen Tod begründete die Witwe über ihr Testament eine Stiftung, die „Gräflich Wangenheim- und Eickstedt-Peterswaldsche Stiftung“, die sie nach ihrem Ehemann sowie ihrer Stief- und Schwiegermutter benannte, Juliane Philippine von der Decken (* 10. August 1742; † 1824), geborene Gräfin von Eickstedt-Peterswalde. Johann von Wangenheims hinterlassenes, bedeutendes Vermögen wurde auch als „Wangenheimsches Vermächtnis für alte schwache Leute“ bekannt.
Mit dem Tod von Johanna von Wangenheim erlosch ihr Grafengeschlecht vollständig. Die Adelige wurde – ebenso wie zuvor ihr Ehemann – auf dem Gut Waake bei Göttingen bestattet.

## Archivalien
Archivalien von und über Johanna von Wangenheim finden sich beispielsweise
- „als Testament der Gräfin Johanna von Wangenheim, geb. von der Decken, 1859“ im Landesarchiv Thüringen – Staatsarchiv Gotha unter dem Titel Gründung und Verwaltung der Familienstiftung des Wangenheim-Wintersteiner Stamms für die Laufzeit 1840 bis 1863;  Archivsignatur 628; Bestandssignatur 2-97-0958[5]

## Peterswaldstraße
Die 1925 im hannoverschen Stadtteil Bothfeld angelegte Peterswaldstraße, die von der Damaschkestraße zur Klingsöhrstraße führt, wurde laut dem Adressbuch Hannover von 1952 „nach der Begründerin der Peterswaldstiftung“ benannt.